# Settebello (album)
Settebello è il secondo album in studio del cantante italiano Galeffi, pubblicato il 20 marzo 2020 per l'etichetta Polydor/Universal Music, prodotto dai Mamakass.
Il 26 novembre 2020 è stata pubblicata l'edizione fisica dell'album contenente anche il nuovo singolo Il regalo perfetto.

## Tracce
1. Settebello – 3:19 (testo: Marco Cantagalli – musica: Marco Cantagalli, Fabio Dalè, Carlo Frigerio, Matteo Cantagalli)
2. Monolocale – 3:04 (testo: Marco Cantagalli – musica: Marco Cantagalli, Fabio Dalè, Carlo Frigerio, Matteo Cantagalli)
3. America – 3:24 (testo: Marco Cantagalli – musica: Marco Cantagalli, Fabio Dalè, Carlo Frigerio, Matteo Cantagalli)
4. Dove non batte il sole – 3:30 (testo: Marco Cantagalli – musica: Marco Cantagalli, Fabio Dalè, Carlo Frigerio, Matteo Cantagalli)
5. Grattacielo – 3:23 (testo: Marco Cantagalli – musica: Marco Cantagalli, Fabio Dalè, Carlo Frigerio, Matteo Cantagalli, Roberto Guglielmi)
6. Quasi quasi – 1:20 (testo: Marco Cantagalli – musica: Marco Cantagalli, Fabio Dalè, Carlo Frigerio, Matteo Cantagalli)
7. Tre metri sotto terra – 3:48 (testo: Marco Cantagalli – musica: Marco Cantagalli, Fabio Dalè, Carlo Frigerio, Matteo Cantagalli)
8. Cercasi amore – 3:41 (testo: Marco Cantagalli – musica: Marco Cantagalli, Fabio Dalè, Carlo Frigerio, Matteo Cantagalli)
9. Gas – 3:51 (testo: Marco Cantagalli – musica: Marco Cantagalli, Fabio Dalè, Carlo Frigerio, Matteo Cantagalli)
10. Bacio illimitato – 4:22 (testo: Marco Cantagalli – musica: Marco Cantagalli, Fabio Dalè, Carlo Frigerio, Matteo Cantagalli)